# 고마씨

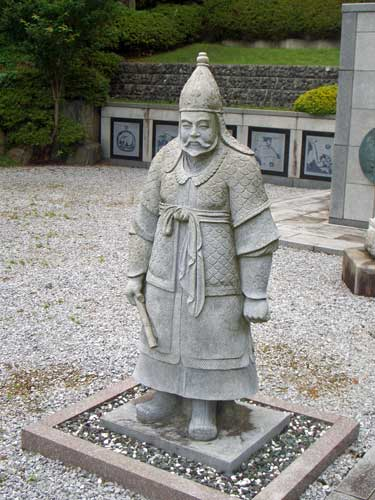

고마씨(高麗氏)는 일본에서 고구려 왕족을 조상으로 하는 도래 씨족으로 고마(高麗)를 성으로 한다. 가바네(姓)은 고키시(王) 또는 아손(朝臣).

## 개요
668년 고구려가 멸망한 뒤, 약 1,799명의 고구려인이 일본으로 망명했다. 다이호(大寶) 3년(703년)에 일본 조정은 고구려의 왕족으로 여겨지는 고구려의 옛 사신 현무약광(玄武若光)에게 고마노고키시(高麗王)라는 카바네를 주었다. 덴표쇼호(天平勝寶) 2년(750년)에는 고구려 광개토왕의 5대 손 배내복덕의 후예 다카쿠라노 후쿠노부 등의 일족에게 고마노아손(高麗朝臣)의 카바네를 내렸는데, 아손이라는 카바네를 도래인에게 내리는 것은 당시 일본에서는 이례적인 것이었다. 그 뒤 후쿠노부는 다시 성을 다카쿠라(高倉)로 고쳤다. 또한 약광의 자손은 대대로 고마 신사의 궁사(宮司)를 맡아 오늘날까지 이어지고 있다. 동족으로는 고구려 안장왕의 3대 손을 시조로 하는 고마(狛)씨가 있고, 센고쿠 시대의 무장 고마 쓰네즈미(高麗經澄)가 있다.

### 일족
약광 계통 - 고구려 보장왕의 서자로 668년 일본으로 망명
- 고마노 얏코(高麗若光)
- 고마노 이에시게(高麗家重): 약광의 맏아들
- 고마노 세이운(高麗聖雲): 약광의 셋째 아들로 승려로서 출가

고마노아손 계통 - 고마 씨, 세나우지 씨, 다카쿠라노 씨 등으로 분파된다. 영류왕의 서자 배래복덕(背奈福徳)을 시조로 한다.
- 배래복덕(背奈福徳): 세나 우지(背奈氏)의 시조.
- 세나노 후쿠미쓰(背奈福光): 복덕의 아들
- 세나노 유키후미(背奈行文): 복덕의 아들로 관위는 종5위하. 가인으로도 유명했으며 《만요슈》에 와카 한 수, 《회풍조》에 오언한시 2수가 남아 전한다. 다른 이름으로는 세나노교몬노마헤쓰키미(消奈行文大夫)라고도 불렸다.
- 다카쿠라노 후쿠노부(高倉福信): 후쿠미쓰의 아들이자 다카쿠라 씨의 시조(709년~789년). 쇼무 천황에 의해 발탁되어 고켄 천황의 측근으로서 활약했고, 간무 천황가 즉위한 뒤에도 실각하지 않고 그대로 요직을 맡았다. 관위는 종3위. 무사시노카미로 있던 덴표쇼호 8년(756년) 6월에 《도다이사 헌물장(東大寺獻物帳)》에 '종4위하 자미소필 중위소장 야마시로노카미(從四位下紫微少弼中衛少将山背守)', 7월에 '종4위하 자미소필 중위소장 무사시노카미(從四位下紫微少弼中衛少将武蔵守)라고 적은 후쿠노부 자신의 서명이 남아있다.
- 다카쿠라노 후쿠누시(高倉福主): 후쿠미쓰의 아들
- 다카쿠라노 후쿠노베(高倉福延): 후쿠미쓰의 아들
- 고마노 오야마(高麗大山): 유키후미의 아들. 관위는 종5위하. 덴표쇼호(天平勝宝) 4년(752년)에 견당판관(遣唐判官)의 자격으로 당에 파견되기도 했으며, 2년 뒤에 귀국하여 정육위상에서 종오위하로 승진. 덴표호지(天平宝字) 5년(761년)에 무사시노스케(武蔵介)를 거쳐 견고려대사(遣高麗大使)로서 발해(勃海)의 사신 왕신복(王新福)을 발해까지 전송하는 역할을 맡았다. 이듬해 6년(762년) 돌아오는 배 안에서 병을 얻어 사리요쿠노쓰(佐利翼津)에서 사망. 사후 정오위하로 추증되었다.
- 다카쿠라노 이시마로(高倉石麻呂): 후쿠노부의 아들
- 다카쿠라노 야마타케(高倉山岳): 후쿠노부의 아들
- 다카쿠라노 오토히토(高倉乙人): 후쿠노베의 아들
- 다카쿠라노 도노모리(高倉殿守): 오오야마의 아들
- 다카쿠라노 도노쓰구(高倉殿継): 오오야마의 아들로 관위는 종5위상. 스루가(駿河)와 히고(肥後)의 가미(守)를 지냈으며, 호키(寶龜) 8년(777년)에 발해의 사신 장선수(張仙壽)를 발해까지 전송하는 송사의 임무를 맡기도 했다.

한편 고마 신사에 전해지는 《고마씨계도(高麗氏系圖)》에도 그 후예들에 대해 기록하고 있지만, 고마노아손 계통의 인물에 대해서는 일절 언급하고 있지 않는다.

## 간무 헤이지(桓武平氏) 지치부(秩父) 일족
간무 덴노의 황자에게서 비롯된 간무헤이지(桓武平氏)의 분파인 지치부(秩父) 집안 계열의 고마씨도 존재했던 것으로 확인되고 있다. 지치부노 다케모토(秩父武基, 다이라노 다케모토)의 맏아들인 다케이에(武家, 다이라노 다케이에)가 바로 그 인물이다. 위에서 언급한 도래계 고마 일족들의 땅에서 살았으므로 고마라고 한 것이다. 이후 그 일족은 시나노(信濃)의 시라카와(白河), 빗추(備中)의 아카키(赤木), 에치고(越後)의 이로베(色部)ㆍ혼조(本庄) 집안으로 갈라져 나갔다.

## 계보
고마노아손 계도
```
  광개토왕
　　┃
  (생략)
　　┃
　연흥왕(延興王)
　　┃
　(생략)
　　┃
  배내복덕(背奈福徳)
　　┣━━━━━━━━━━━━━━━━━━┓
 유키후미(行文, 세나노 유키후미)　　후쿠미쓰(福光)
　　┃　　　                         ┗━━━┳━━━━━┳━━━━━━┓
 오야마(大山)                        후쿠누시(福主) 후쿠노베(福延) 후쿠노부(福信, 다카쿠라노 후쿠노부)
　　┣━━━━━━━━━┓　                  ┃　　   　┣━━━━━━━━━┓
 도노모리(殿守)   도노쓰구(殿継)     오토히토(乙人)　　야마가쿠(山岳)  이시마로(石麻呂)
```

## 같이 보기
- 고구려의 역대 국왕
- 고려 (동음이의)
- 도래인
- 건축물
  - 고마 신사
- 나라
  - 고구려
- 씨족
  - 구다라노코니키시씨
  - 귀실씨(鬼室氏)
  - 세나우 씨(背奈氏)
- 인물
  - 고려약광
  - 배내복덕
- 지명
  - 고마 군(高麗郡) - 일본 사이타마현에 있었던 군